# Ligue élite féminine de hockey
La Ligue élite féminine de hockey , ou Elite Women's Hockey League en anglais (EWHL), est une compétition internationale de clubs de hockey sur glace féminin. Créée en 2004, elle opposait dans un premier temps des équipes provenant de pays d'Europe centrale avant de s'ouvrir au reste du continent. Elle est disputée en parallèle des championnats nationaux. Depuis la saison 2011-2012, l'EWHL compte deux compétitions : la ligue et une supercoupe réservée aux meilleures équipes.

## Histoire
L'EWHL est créée en 2004 sur le même principe que l'Interliga masculine. Pour sa saison inaugurale, elle oppose des équipes provenant d'Autriche, de Hongrie, d'Italie et de Slovénie. Au cours des saisons suivantes, des représentants de Slovaquie (2005), de Croatie (2006) et de République tchèque (2007) rejoignent la ligue.
En 2008, les contingents hongrois et italien furent remplacés par deux clubs venant d'Allemagne.
En 2010, les Pays-Bas, souhaitant offrir plus de matchs compétitifs à leurs meilleures joueuses, intègrent la ligue.
L'année suivante, l'EWHL se partage en deux tournois distincts : la ligues et une supercoupe. Cette dernière oppose les meilleures équipes de la ligue à celles d'Allemagne, qui se retirent de la ligue, et de Suisse. De son côté, la ligue accueillent de nouvelles participantes : les biélorusses du Pantera Minsk.

## Format
L'EWHL a été jouée le plus souvent sous la forme d'un championnat à matchs aller-retour à l'exception de la saison 2005-2006 où les équipes furent réparties en deux divisions régionales suivies de séries éliminatoires et de matchs de classement. Au cours de l'édition 2010-2011, la saison régulière sera suivie d'un tournoi final entre les quatre premiers du classement.
Pour la saison 2011-2012, la ligue est disputée sous la forme d'un championnat à double matchs aller-retour, le classement final déterminant le vainqueur. La supercoupe est quant à elle jouée en simple aller-retour.

## Équipes participantes 2019-2020
| Ligue - Lakers Kärnten - EHV Sabres Vienne - DEC Salzbourg Eagles - EHV Neuberg Highlanders - MAC Budapest - KMH Budapest - EV Bozen 84 - Aisulu Almaty - HDD Olimpija Ljubljana - Silesia Brackens | Supercoupe - EHV Sabres Vienne - DEC Salzburg Eagles - ERC Ingolstadt - ECDC Memmingen - ESC Planegg - MAC Budapest - KMH Budapest - Aisulu Almaty - HC ŠKP Bratislava |

## Palmarès

### Ligue
| Saison    | Vainqueur            | Deuxième                | Troisième            | Part. |
| --------- | -------------------- | ----------------------- | -------------------- | ----- |
| 2004-2005 | EHV Sabres Vienne    | HDK Terme Maribor       | HC Agordo            | 8     |
| 2005-2006 | HC Slovan Bratislava | HDK Terme Maribor       | HC Eagle Bolzano     | 11    |
| 2006-2007 | HC Slovan Bratislava | EC The Ravens Salzbourg | HDK Terme Maribor    | 12    |
| 2007-2008 | HC Slavia Prague     | EC The Ravens Salzbourg | EHV Sabres Vienne    | 11    |
| 2008-2009 | HC Slavia Prague     | OSC Berlin              | ESC Planegg          | 8     |
| 2009-2010 | ESC Planegg          | EC The Ravens Salzbourg | EHV Sabres Vienne    | 6     |
| 2010-2011 | EHV Sabres Vienne    | HC Slovan Bratislava    | ESC Planegg          | 8     |
| 2011-2012 | EHV Sabres Vienne    | HC Slovan Bratislava    | Pantera Minsk        | 6     |
| 2012-2013 | Pantera Minsk        | EHV Sabres Vienne       | DEC Salzburg Eagles  | 6     |
| 2013-2014 | EV Bozen 84          | EHV Neuberg Highlanders | EHV Sabres Vienne    | 7     |
| 2014-2015 | EHV Sabres Vienne    | EV Bozen 84             | DEC Salzburg Eagles  | 6     |
| 2015-2016 | EHV Sabres Vienne    | DEC Salzburg Eagles     | Aisulu Almaty        | 7     |
| 2016-2017 | EV Bozen 84          | DEC Salzburg Eagles     | HC Slovan Bratislava | 8     |
| 2017-2018 | EHV Sabres Vienne    | EV Bozen 84             | KMH Budapest         | 9     |
| 2018-2019 | KMH Budapest         | EHV Sabres Vienne       | EV Bozen 84          | 10    |

|    | Équipe                  | Médaille d'or | Médaille d'argent | Médaille de bronze | Total |
| -- | ----------------------- | ------------- | ----------------- | ------------------ | ----- |
| 1  | EHV Sabres Vienne       | 6             | 2                 | 3                  | 11    |
| 2  | HC Slovan Bratislava    | 2             | 2                 | 1                  | 5     |
| 3  | HC Slavia Prague        | 2             | 0                 | 0                  | 2     |
| 4  | ESC Planegg             | 1             | 0                 | 2                  | 3     |
| 5  | HC Pantera Minsk        | 1             | 0                 | 1                  | 2     |
| 6  | EV Bozen 84             | 1             | 1                 | 2                  | 4     |
| 7  | DEC Salzburg Eagles     | 0             | 5                 | 2                  | 7     |
| 8  | HDK Terme Maribor       | 0             | 2                 | 1                  | 3     |
| 9  | OSC Berlin              | 0             | 1                 | 0                  | 1     |
| -  | EHV Neuberg Highlanders | 0             | 1                 | 0                  | 1     |
| 10 | HC Eagle Bolzano        | 1             | 0                 | 1                  | 2     |
| 11 | HC Agordo               | 0             | 0                 | 1                  | 1     |
| 12 | HK Pantera Minsk        | 1             | 0                 | 1                  | 2     |
| 13 | Aisulu Almaty           | 0             | 0                 | 1                  | 1     |
| 14 | KMH Budapest            | 1             | 0                 | 1                  | 2     |

### Supercoupe
| Saison    | Vainqueur         | Deuxième       | Troisième              |
| --------- | ----------------- | -------------- | ---------------------- |
| 2011-2012 | ESC Planegg       | ZSC Lions      | HC Slovan Bratislava   |
| 2012-2013 | ZSC Lions         | Pantera Minsk  | ESC Planegg            |
| 2013-2014 | ESC Planegg       | ECDC Memmingen | EHV Sabres Vienne      |
| 2014-2015 | EHV Sabres Vienne | ESC Planegg    | Sélection Autrichienne |
| 2015-2016 | EHV Sabres Vienne | ZSC Lions      | ESC Planegg            |
| 2016-2017 | ECDC Memmingen    | ERC Ingolstadt | HC Slovan Bratislava   |